# Sammy Miller
Sammy Miller (Belfast, 11 de noviembre de 1933) es un piloto de trial, dos veces campeón de Europa (1968 y 1970), campeón británico en once ocasiones (de 1959 a 1969). Entre sus múltiples cualidades, también tuvo éxitos en otras disciplinas, como el motociclismo de velocidad, el motocross y el enduro.

## Biografía
Hijo de un propietario de un negocio de electrodomésticos y amante del motociclismo y automovilismo, debutó a los 18 años en la carrera Grass Track, con una New Imperial de 150 cc. Desde entonces, se convirtió en un habitual de las carreras de velocidad. En 1954, ganó su primera prueba, la Cookstown 100 con una AJS 7R. Poco después, consiguió un patrocinador para pilotar una NSU Sportmax 250 i poder disputar el Mundial de motociclismo, donde consigue algunos podios en las categorías de 125 y 250 cc. De hecho, acaba tercero en la general de la cilindrada de 250 cc del Mundial de 1956.

### Salto al trial
A pesar de estos buenos resultados, Miller abandona la velocidad al considerar que los equipos que le pretendían no le ofrecían las mejores máquinas. Fue entonces cuando se decanta por el trial, primera como hobby y, a partir de 1958, se centró por completo en este deporte convirtiéndose en piloto oficial de Ariel. En esos primeros años cosecha sus primeros éxitos como sus primeros campeonatos británicos y las Scottish Six Days Trial. Empezó a ser conocida por todos su matrícula británica, GOV 132.

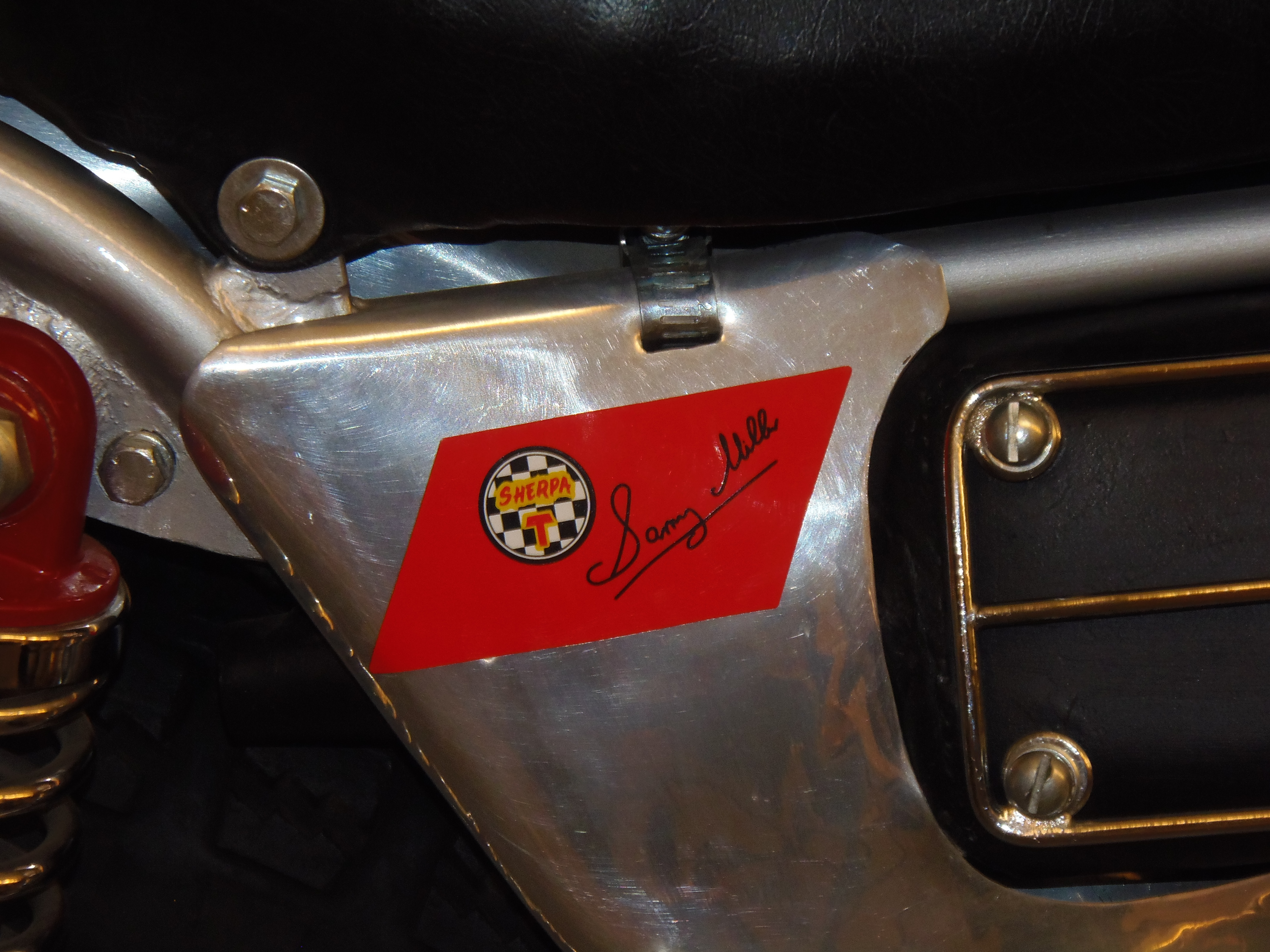
Firma de Sammy Miller en una Sherpa T de 1965

Cuando Ariel fue absorbida por BSA, en 1964 Miller a comenzó a colaborar con Bultaco después del interés de la marca española de entrar en esta especialidad de su propietario, Francisco Bultó. Miller se convirtió en su principal desarrollador de las modernas motos de dos tiempos, creando la mítica Sherpa T. Esto supondría un antes y un después en el mundo del trial. Las pesadas máquinas británicas del motor de cuatro tiempos que habían dominado la especialidad hasta entonces El trial ganó en espectacularidad, ya que las nuevas motos permitían encarar zonas más difíciles y se convirtió en un deporte muy popular en todo el mundo. En el aspecto como piloto, Miller fue muy recordado por su versatilidad única y un estilo de conducción impecable con todo tipo de motos. Se dice que su estilo era cerebral y preciso. Se calcula que ganó unas 1400 el total de pruebas en toda su larga deportiva.
Después de haber triunfado con Bultaco, a partir de 1974 Miller trabajó para Honda, ajudant a esta empresa a desarrollar su moto de trial con motor de cuatro tiempos. En 1977, Miller deja Honda para asesorar çSWM durante el desarrollo de su modelo de trial, la Guanaco,. Esta empresa italiana, triunfando en aquel entonces en enduro y en motocross, tenía la intención de entrar con fuerza en el mercado del trial y había trabajado a mediados de 1977, con el piloto italiano Giovanni Tosco. Miller fue contratado para aportar conocimientos y experiencia.

### Vida como empresario

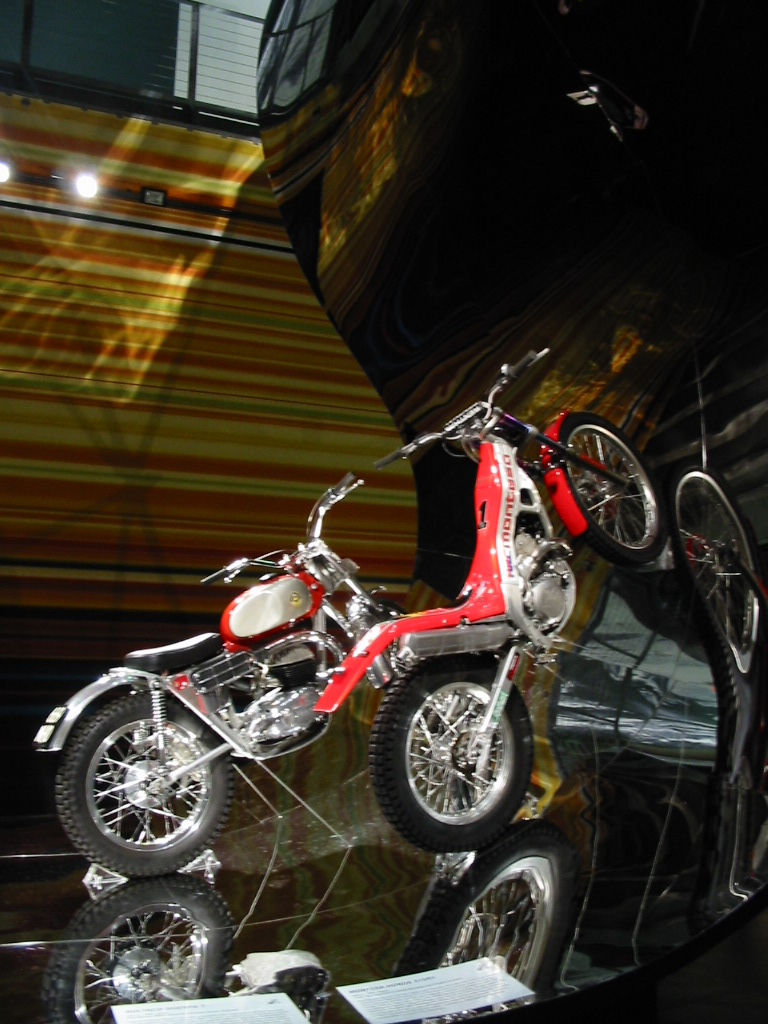
La Sherpa T de Sammy Miller a la exposición The Art of the Motorcycle

Cuando abandonó la competición, se dedicó con éxito en los negocios en el Reino Unido, entre otras la venda de piezas y accesorios de motocicletas, desde su fundación en 1964 en New Milton, Hampshire. En 2007, vendió este negocio con el nombre de Sammy Miller Products. Posteriormente fundó con su mujer Rosemary el Sammy Miller Motorcycle Museum en New Milton para promover y preservar la historia de la motocicleta de competición.

## Palmarés

### Trial
- 13 veces campeón de forma consecutiva en la Hurst Cup.
- 18 veces campeón de forma consecutiva en el Walter Rusk Trial.
- 5 victorias del British Experts Trial.
- Patrocinador del British Classic Trial Championship.

Fuente:

## Resultados en el Campeonato del Mundo
Sistema de puntuación desde 1950 hasta 1968:
| Posición | 1.º | 2.º | 3.º | 4.º | 5.º | 6.º |
| Puntos   | 8   | 6   | 4   | 3   | 2   | 1   |

(carreras en cursiva indica vuelta rápida)
| Año    | Cat.  | Moto       | 1       | 2     | 3     | 4       | 5       | 6     | 7     | Pts. | Pos. |
| ------ | ----- | ---------- | ------- | ----- | ----- | ------- | ------- | ----- | ----- | ---- | ---- |
| 1955   | 250cc | NSU        |         | IOM - | RFA - | NED -   | ULS 2   | NAT 3 |       | 10   | 6.º  |
| 1955   | 350cc | Norton     | FRA -   | IOM - | RFA - | NED -   | ULS 13  | NAT - |       | 0    | -    |
| 1956   | 250cc | NSU        | IOM Ret | NED - | BEL - | RFA -   | ULS 2   | NAT 6 |       | 7    | 7.º  |
| 1957   | 125cc | FB Mondial | RFA -   | IOM 4 | NED 6 | BEL Ret | ULS 5   | NAT 2 |       | 12   | 4.º  |
| 1957   | 250cc | FB Mondial | RFA -   | IOM 5 | NED 3 | BEL 2   | ULS Ret | NAT 5 |       | 14   | 3.º  |
| Ducati | 125cc | Ducati     | IOM 4   | NED 7 | BEL - | RFA -   | SWE -   | ULS - | NAT - | 3    | 11.º |
| 250cc  | ČZ    | IOM 6      | NED -   |       | RFA - | SWE -   | ULS -   | NAT - | 1     | 20.º |      |